# 阿克森特塞韋爾鄉 (錫比烏縣)

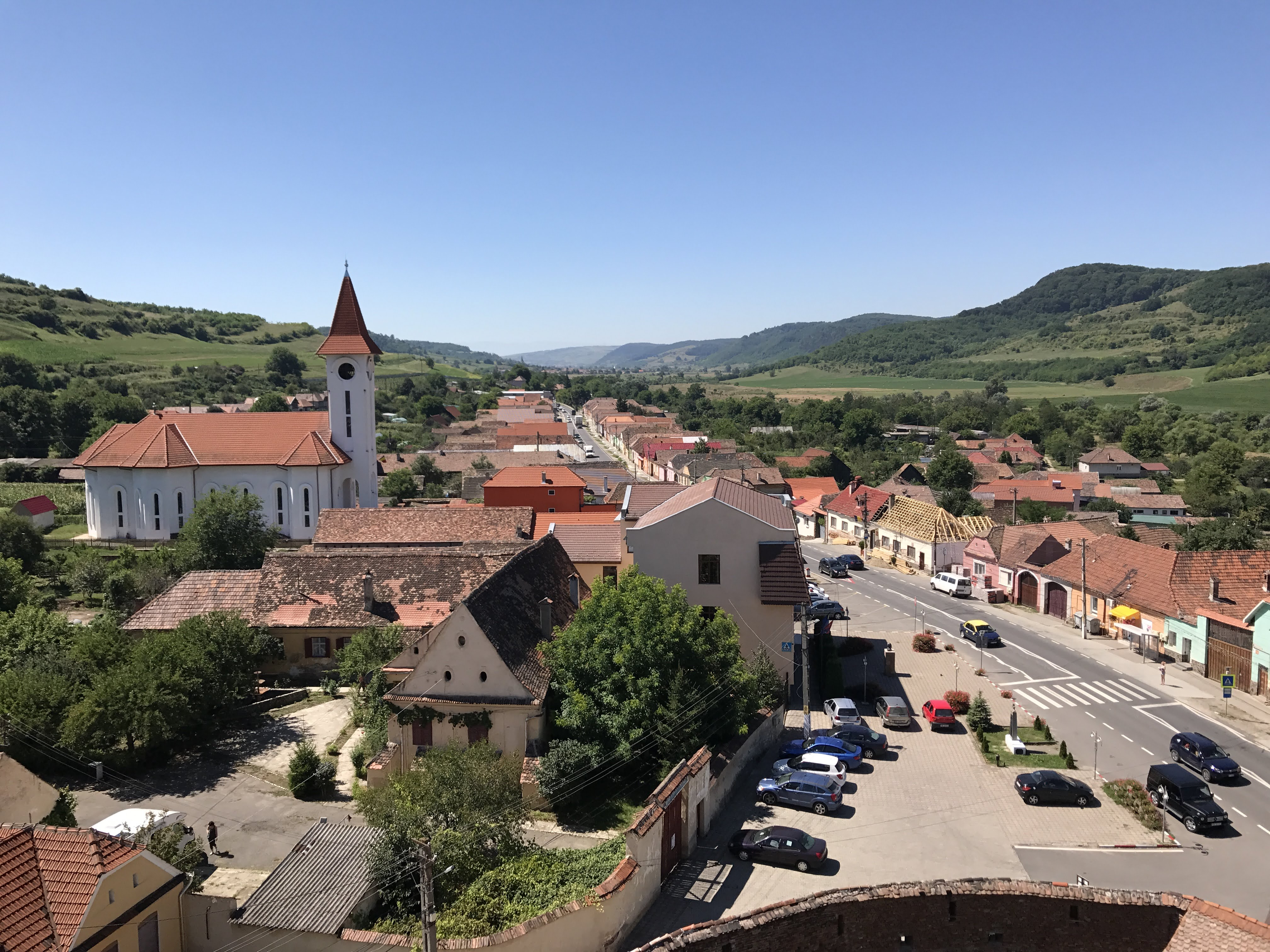

46°06′N 24°13′E / 46.100°N 24.217°E
阿克森特塞韋爾鄉（羅馬尼亞語：Comuna Axente Sever, Sibiu），是羅馬尼亞的鄉份，位於該國中部，由錫比烏縣負責管轄，處於布加勒斯特西北面230公里，每年平均降雨量872毫米，海拔高度330米，2007年人口4,095。